# شارلی-ارادور
شارلی-ارادور (به فرانسوی: Charly-Oradour) یک کمون در فرانسه است که در Canton of Vigy واقع شده‌است.

## خصوصیات
شارلی-ارادور ۶٫۷۷ کیلومترمربع مساحت و ۶۲۱ نفر جمعیت دارد و ۱۹۰ متر بالاتر از سطح دریا واقع شده‌است.